# Listes des ministres des Finances du Kazakhstan
Le tableau ci-dessous dresse la liste de ministres des Finances du Kazakhstan depuis l'indépendance de l'URSS en 1991.
| Nom                                                | Date d'entrée en fonction | Date de fin       | Parti     |
| -------------------------------------------------- | ------------------------- | ----------------- | --------- |
| Saouat Mynbayev (Сауат Мұхаметбайұлы Мыңбаев)      | 1998                      | 1999              |           |
| Zeïnoulla Kakimjanov                               |                           | juin 2003         |           |
| Ierbolat Dossaïev (Ерболат Асқарбекұлы Досаев)     | juin 2003                 | mai 2004          |           |
| Arman Dounaïev (Арман Ғалиасқарұлы Дунаев)         | mai 2004                  | février 2006      |           |
| Natalia Korjova (Наталья Артёмовна Коржова)        | février 2006              | novembre 2007     |           |
| Bolat Jamichev (Болат Бидахметұлы Жәмішев)         | 13 novembre 2007          | 6 novembre 2013   | Nour-Otan |
| Baqyt Sultanov (Бақыт Тұрлыханұлы Сұлтанов)        | 6 novembre 2013           | 11 septembre 2018 | Nour-Otan |
| Alikhan Smaïlov (Әлихан Асқанұлы Смайылов)         | 18 septembre 2018         | 18 mai 2020       | Nour-Otan |
| Eroulan Jamaoubaïev (Ерұлан Кенжебекұлы Жамаубаев) | 18 mai 2020               |                   |           |